# Hongqi E-HS9
Der Hongqi E-HS9 ist ein batterieelektrisches SUV des chinesischen Automobilherstellers Hongqi.

## Geschichte
Der Prototyp E115 wurde erstmals 2019 auf der Internationalen Automobil-Ausstellung und der Guangzhou Auto Show präsentiert. Das Serienfahrzeug wurde 2020 auf der Beijing Auto Show zunächst für den Heimatmarkt vorgestellt. Im vierten Quartal 2021 begann die Auslieferung nach Norwegen. Dort ist europaweit der Marktanteil von Elektroautos am höchsten. Der israelische Markt folgte im April 2022 und der niederländische im August 2022. Im Frühjahr 2024 startete der Verkauf auch in Deutschland.

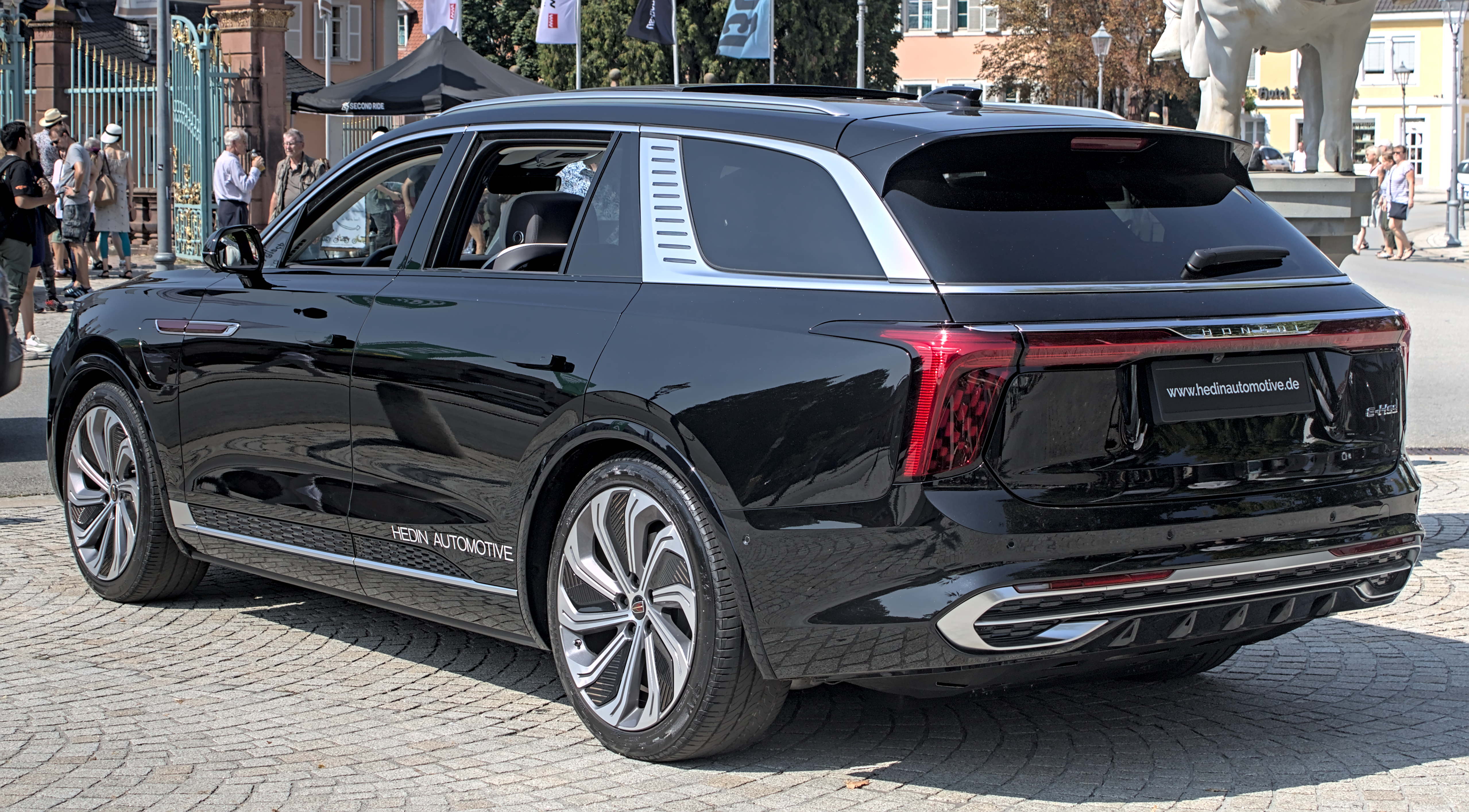
Heckansicht
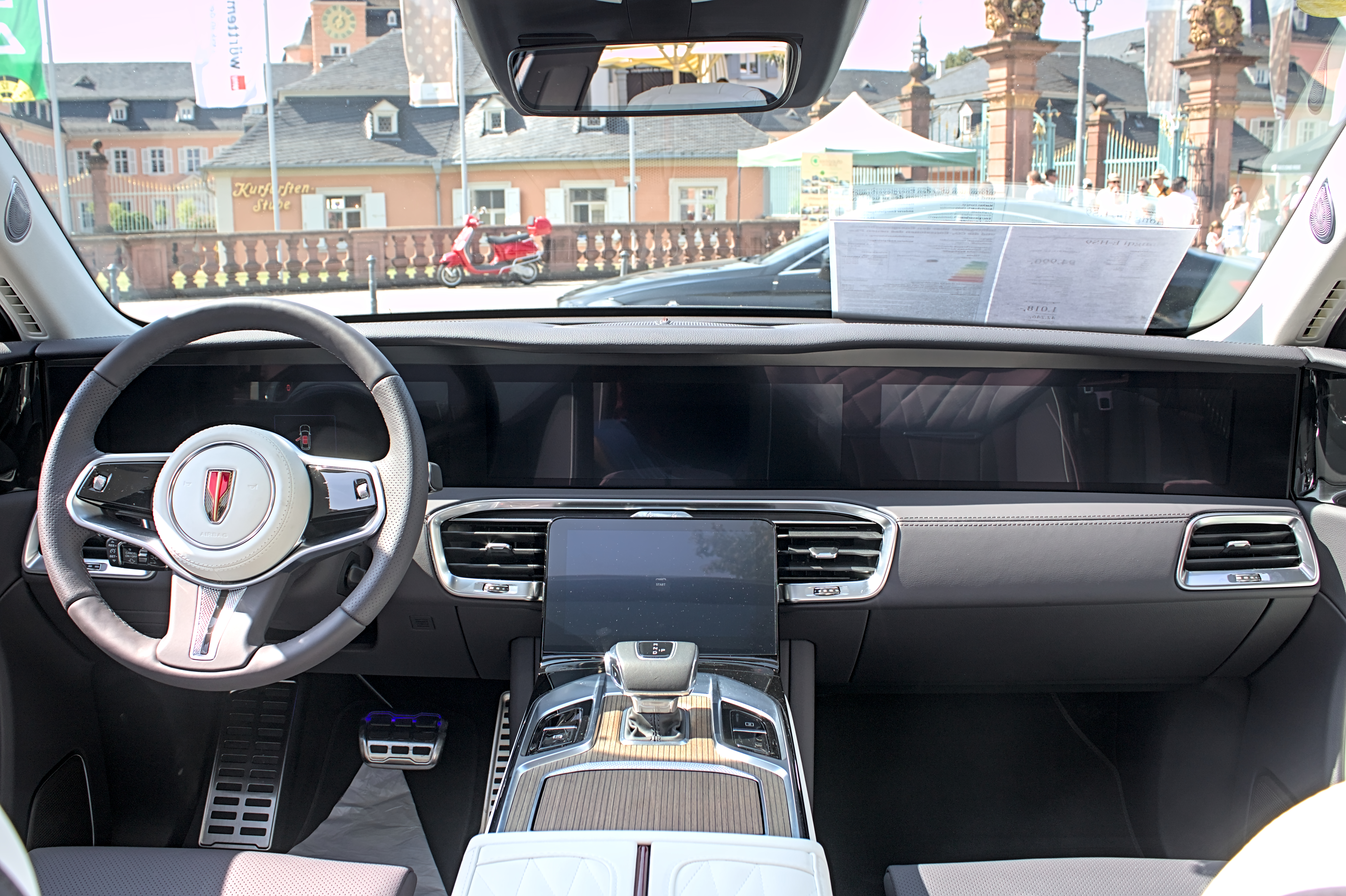
Innenansicht
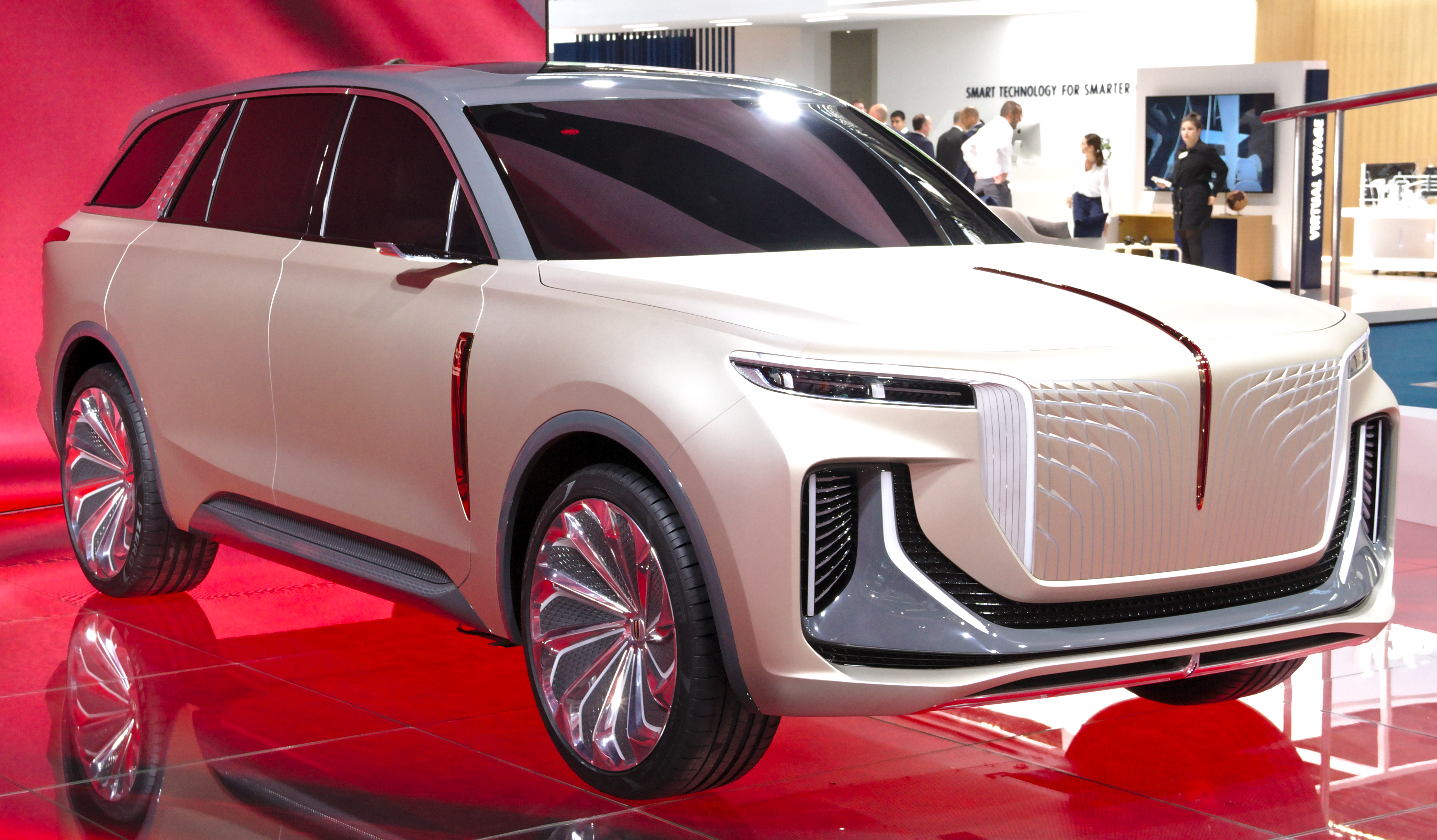
Hongqi E115 auf der IAA 2019
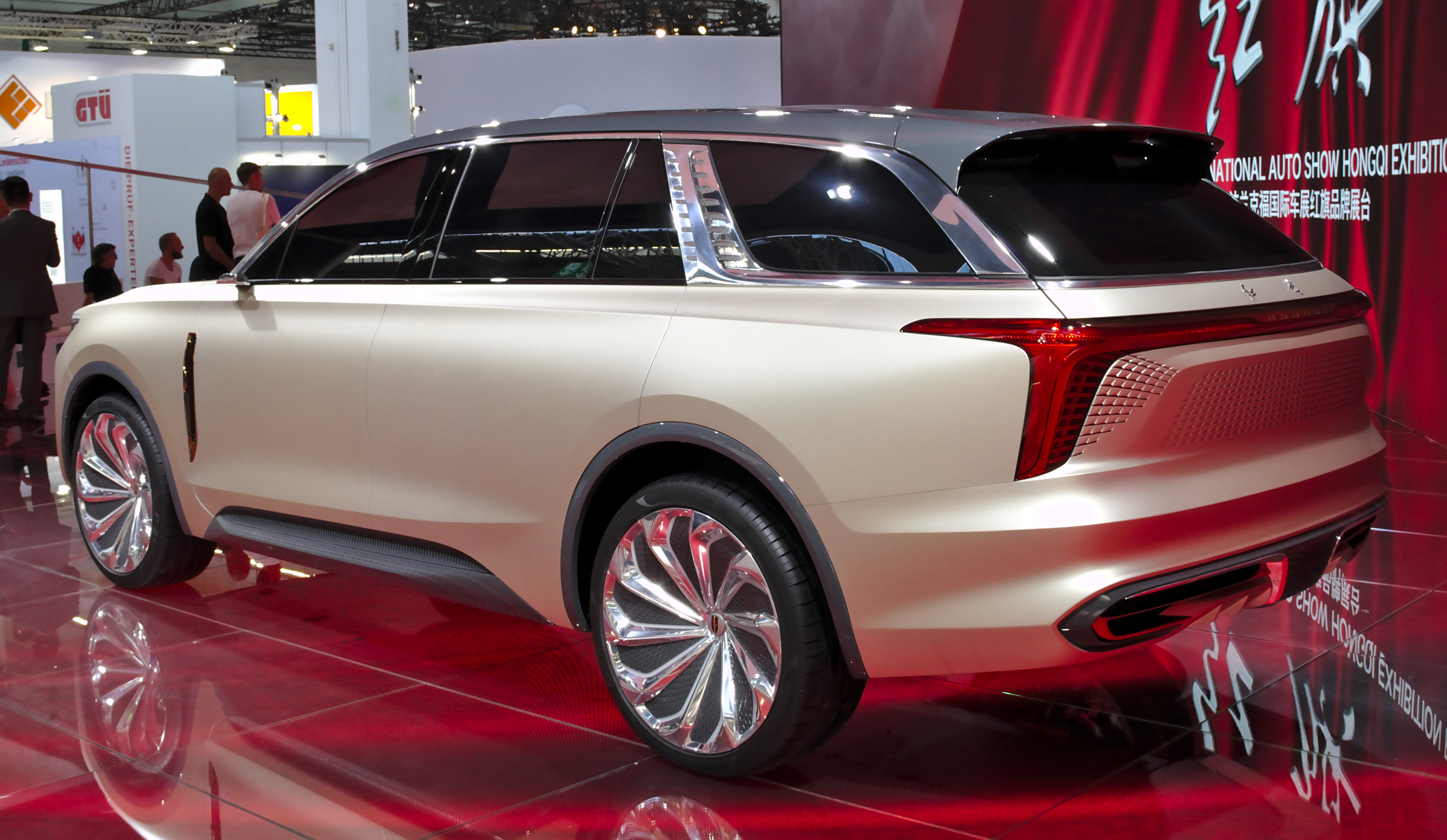
Heckansicht

## Technik
Der E-HS9 hat einen 92,5-kWh-Akku und kann kabellos (induktiv) geladen werden. Das Aufladen dauert dann 8,4 Stunden. Die Reichweite nach dem Messzyklus NEFZ beträgt 510 km. Als Antrieb stehen zwei Elektromotoren je Achse mit einer Leistung von 160 kW (320 kW Systemleistung) zur Verfügung. Die leistungsstärkere Version hat 245 kW an der Hinterachse. Kombiniert ergibt dies 405 kW an Systemleistung. Die Beschleunigung von 0 auf 100 km/h wird mit unter fünf Sekunden angegeben.
Darüber hinaus ist das Fahrzeug mit einem sensorischen Lenkrad und sechs Displays ausgestattet. Hinzu kommen Funktionen der Erweiterte Realität und das Steuern per Smartphone einschließlich Ent- und Verriegeln, Temperaturüberwachung, Sprachsteuerung und die Lokalisierung des Fahrzeugs. Dem Hersteller zufolge unterstützt das Modell  autonomes Fahren nach Level 3+ und die Software erhält Updates über Funk.

## Sicherheit
Im April 2025 wurde der Hongqi E-HS9 vom Euro NCAP auf die Fahrzeugsicherheit getestet. Er erhielt fünf von fünf möglichen Sternen.

## Kontroversen

### Abschreibung
In Skandinavien wurde Hongqi für seinen hohen Wertverlust und den niedrigen Wiederverkaufswert kritisiert. Laut einer Analyse von Vi Bilägare ist der Hongqi E-HS9 das Auto mit dem höchsten Wertverlust. Der hohe Wertverlust und der stark gesunkene Wiederverkaufswert des Hongqi wurden vom Nationalen Ausschuss für Verbraucherstreitigkeiten überprüft.

### Wartung
Der Hongqi E-HS9 wird für seine teure Wartung, teure Ersatzteile und Lieferverzögerungen und -engpässe kritisiert. Das wiederum führt zu hohen Versicherungsprämien. Einige der Ersatzteile gehören zu den teuersten der Welt.

### Kleinere Probleme
Erste Besitzer haben über eine Vielzahl von Problemen berichtet, die von unzureichend übersetzten Bedienungsanleitungen bis hin zu einer Vielzahl kleinerer Probleme reichen.

### Niedrige Ladegeschwindigkeit
Die Reichweite und die Ladegeschwindigkeit sind deutlich geringer als in der Werbung angegeben, was in Norwegen zu einer Sammelklage geführt hat.